# اندرو مکینتاش
اندرو مکینتاش (انگلیسی: Andrew Mackintosh؛ زادهٔ ۹ اوت ۱۹۶۰) بازیگر اهل بریتانیا است.
از فیلم‌ها یا مجموعه‌های تلویزیونی که وی در آن‌ها نقش داشته است، می‌توان به پوآرو اشاره نمود.